# 건장한꼬리감는원숭이속
건장한꼬리감는원숭이속(Sapajus)은 꼬리감는원숭이아과에 속하는 신세계원숭이 속이다. 예전에는 모든 카푸친원숭이를 꼬리감는원숭이속(Cebus)으로 분류했다. 건장한꼬리감는원숭이속은 2012년 제시카 린치 알파로 등이 건장한카푸친(뻣뻣한 털이 난) 원숭이(이전에는 검은머리카푸친 그룹)와 꼬리감는원숭이속에 남아 있는 가냘픈꼬리감는원숭이(이전에는 흰머리카푸친 그룹)를 구별하기 위해 명명했다.

## 하위 종
- 검은머리카푸친 (S. apella)
- 아자라카푸친 (S. cay)
- 금발카푸친 (S. flavius)
- 검은줄무늬카푸친 (S. libidinosus)
- 검은카푸친 (S. nigritus)
- 볏카푸친 (S. robustus)
- 황금배카푸친 (S. xanthosternos)